# Mandagsdemonstrationer 1989/1990 i DDR
Mandagsdemonstrationerne (tysk: Montagsdemonstrationen) var en serie fredelige protester mod den autoritere østtyske regering som foregik hver mandag fra 1989 til 1990. De største demonstrationer afholdtes i Leipzig, men lignende protester forekom også i andre byer i DDR.
I Leipzig begyndte demonstrationerne den 4. september 1989, efter de ordinere bønner for fred i Nikolaikirche med præsten Christian Führer. Den lutherske kirke støttede indirekte folkets modstand mod regimet. Mange utilfredse DDR medborgere samledes i kirken, og begyndte efter gudstjenesten med den første Mandagsdemonstration. De krævede blandt andet frihed til at rejse til andre lande og selv få lov til at vælge en demokratisk regering. Informationerne spredtes bl.a. via vesttysk TV og venner, hvilket kom til at påvirke udviklingen af demonstrationerne. Folk i andre østtyske byer blev på grund af demonstrationerne i Leipzig inspireret til også at demonstrere mod regimet.
I september havde Vesttysklands ambassade i Prag modtaget tusinder af flygtende DDR borgere. Et vigtigt vendepunkt i udviklingen kom efter at Vesttysklands udenrigsminister Hans-Dietrich Genscher forhandlede sig frem til en aftale som tillod dem at rejse til Vesttyskland. Flygtningetoget, skulle dog først passere det østtyske område, og da de den 4. oktober passerede Dresdens hovedbanegård var det østtyske politi tvunget til at forhindre at folk hoppede på toget. Til sidst anvendte politiet for at skræmme demonstranterne og anholdte et stort antal mennesker. Nyheden om dette spredtes hurtigt, og bidrog til øgede protester.
Mandag den 9. oktober 1989 havde mere end 70 000 personer samlet sig i Leipzig for at demonstrere fredeligt mod regimet. Det mest kendte politiska slogan demonstranterne framførte var: Wir sind das Volk! (dansk: Vi er folket!), for at minde  landets ledere om at en demokratisk republik skal styres af folket,[kilde mangler] ikke af et udemokratisk parti som påstår at de repræsenterer folket.